# Albrecht Haushofer
Albrecht Haushofer (Monaco di Baviera, 7 gennaio 1903 – Berlino, 23 aprile 1945) è stato un drammaturgo, geografo e membro della resistenza tedesco.

## Biografia
Figlio di Karl Haushofer, dopo la laurea in storia e geografia fu segretario e collaboratore della Gesellschaft für Erdkunde ("Società Geografica") e nel 1939 fu nominato professore di geografia  all'Università di Berlino. Fu autore di numerosi drammi teatrali, maggiormente noto per la trilogia Scipio (1934), Sulla (1938) e Augustus (1939), in cui negli apparenti riferimenti all'antica Roma si criticava la Germania coeva.
Nonostante l'avversione al Nazismo fu legato a Rudolf Hess da una stretta amicizia, ne ebbe la protezione per sé e la sua famiglia per il suo corredo genetico "impuro" (la madre era ebrea), ne fu consigliere, e tramite lui ebbe incarichi al ministero degli esteri e al servizio informazioni. È ritenuto da alcune correnti storiografiche come colui che instillò in Hess l'idea del volo in Scozia del 1941, con il proposito di cercare una pace separata con il Regno Unito e di unire le forze contro l'URSS.
Fu legato a vari circoli anti-nazisti e movimenti della resistenza tedesca. Fu arrestato all'indomani del fallito attentato a Hitler del 20 luglio 1944. In carcere scrisse i Moabiter Sonette ("Sonetti di Moabit"), in seguito citati come alcune delle pagine più alte della poesia tedesca prodotta in quegli anni.  Fu fucilato la notte del 23 aprile 1945, quando la città era già quasi del tutto caduta in mano alle truppe sovietiche.